# Voskressénskoie (Krasnodar)
Voskressénskoie - Воскресенское (rus) - és un poble del krai de Krasnodar, a Rússia. Es troba a la vora dreta del riu Urup, davant de Popútnaia, a 14 km al nord d'Otràdnaia i a 205 km al sud-est de Krasnodar. Pertany al poble de Blagodàrnoie.